# Pedrouços (Maia)
Pedrouços é uma povoação portuguesa sede da freguesia homónima do município da Maia, freguesia com 2,25 km² de área e 11 564 habitantes (censo de 2021), tendo, por isso, uma densidade populacional de 5 139,6 hab./km²

## Geografia
É limitada a norte pela freguesia de Águas Santas (do mesmo município), a oeste por São Mamede de Infesta e Senhora da Hora (município de Matosinhos), a leste por Rio Tinto (município de Gondomar) e a sul por Paranhos (município do Porto).

## História
Pedrouços era a mais recente freguesia das 17 que integravam o concelho da Maia antes da reorganização administrativa de 2013. Criada em 1985, Pedrouços dista da sede concelhia aproximadamente 9 km e é em parte limitada pelo ribeiro do Boi-Morto. O seu orago é Nossa Senhora da Natividade, todos os anos celebrada com grande festividade, no mês de setembro.
O topónimo Pedrouços deriva do português antigo pedrouço, que tem o significado de monte de pedras; este topónimo atesta de certo modo a ancianidade da povoação; contudo, outros topónimos como Cotamas, da Quinta de Cotamas, que deriva do árabe cotama (kutama), nome de tribo que passou a antropónimo, sendo ainda usado no século X entre os moçárabes, são indicativos de maior ancianidade do povoamento do local.
As origens do povoamento de Pedrouços perdem-se nos tempos; povoada em épocas muito recuadas, no seu território existiram edificações castrejas e pré-romanas, dos princípios do século I a.C. Esta região foi passagem de romanos, suevos, visigodos e árabes, que encontraram no seu território óptimas condições de refúgio e de sobrevivência.
Como tantas outras freguesias, a sua importância foi aumentando à medida que os barões de Entre Douro e Minho, começaram a pensar na independência do Condado Portucalense. Com a Batalha de São Mamede, travada em 24 de junho de 1128 in campo Sancte Mametis quod est prope castellum de Vimaranes, entre D. Teresa, detentora do governo do Condado Portucalense tendo a seu lado fidalgos castelhanos e o Infante Afonso Henriques, seu filho, três pessoas tiveram um papel fundamental para que o resultado final da refrega fosse positivo: D. Gonçalo Mendes da Maia, O Lidador, D. Soeiro Mendes da Maia, O Bom e D. Paio Mendes da Maia, O Arcebispo. Como prova de gratidão, D. Afonso Henriques dividiu as "Terras da Maia" em três condados, oferencendo a Maia a D. Gonçalo. o Castêlo a D. Soeiro e Águas Santas a D. Paio, assim como todas as terras que a rodeavam. Desta forma, a povoação de Pedrouços ficava a pertencer a Águas Santas.
Em 1743 foi construída a capela de Nossa Senhora da Natividade, provavelmente sucedendo a um templo anterior, para cumprimento de promessas feitas à Virgem; em 1928, tomou-se sede da paróquia de Pedrouços, sendo actualmente um importante monumento do património cultural e edifícado.
Após anos de luta para a sua desagregação da freguesia de Águas Santas, a 14 de junho de 1980, a comissão de moradores de Pedrouços fez a entrega do projecto de elevação a freguesia a um deputado da Assembleia da República. Quase cinco anos depois, a 23 de maio de 1985 foi aprovada na Assembleia de Freguesia de Águas Santas a passagem de Pedrouços a freguesia, que entrou em vigor a 4 de outubro, pela Lei 91/85, publicado no suplemento do Diário da República.
O património cultural da freguesia de Pedrouços inclui a referida Igreja de Nossa Senhora da Natividade, a Casa de Augusto Simões, os vários edificios setecentistas na Rua de Luís de Camões, a Casa do Alto, localizada na Quinta das Cutamas, a Quinta do Torreão, com o seu imponente torreão e os antigos lavadouros.
No aspecto económico, a agricultura foi a actividade predominante durante muitos séculos e, embora já não abundem os extensos campos de linho e de milho, continua-se a produzir o suficiente para o sustento de algumas famílias, que se dedicam também à produção de leite e à criação de gado. A industrialização e o comércio têm tido algum desenvolvlmento nos últimos anos em Pedrouços, uma vez que esta freguesia se insere num concelho onde a indústria tem um papel fulcral e onde estão representados quase todas as vertentes desta atividade económica.
A freguesia foi criada pela Lei nº 91/85, de 4 de outubro, com lugares desanexados da Freguesia de Águas Santas.

## Demografia
A população registada nos censos foi:
| Distribuição da População por Grupos Etários | Distribuição da População por Grupos Etários | Distribuição da População por Grupos Etários | Distribuição da População por Grupos Etários | Distribuição da População por Grupos Etários |
| -------------------------------------------- | -------------------------------------------- | -------------------------------------------- | -------------------------------------------- | -------------------------------------------- |
| Ano                                          | 0-14 Anos                                    | 15-24 Anos                                   | 25-64 Anos                                   | > 65 Anos                                    |
| 2001                                         | 1849                                         | 1614                                         | 6756                                         | 1649                                         |
| 2011                                         | 1758                                         | 1237                                         | 7025                                         | 2129                                         |
| 2021                                         | 1430                                         | 1144                                         | 6338                                         | 2652                                         |

## Lugares
Além da sede a freguesia engloba ainda os seguintes lugares: Areosa, Arroteia, Boi Morto, Brás-Oleiro, Cutamas, Enxurreiras, Giesta, Oliveiras, Regadias, Sangemil e Teibas.

## Atualidade
Existe na freguesia de Pedrouços um quartel de Bombeiros com boas condições e equipamentos para todo o tipo de socorros.
A Escola EB 2,3 de Pedrouços serviu grande parte da população das freguesias circundantes, até ao ano lectivo de 2009/2010 em que a Escola Secundária de Águas Santas começou a receber alunos do 5º ano de escolaridade. Com o término das obras nessa escola a população escolar do segundo e terceiro ciclo deverá começar a ser equilibrada nestes anos vindouros.
Do ponto de vista estético, Pedrouços teve uma enorme evolução com melhorias dos acessos, novas urbanizações e uma requalificação da avenida principal. A fonte luminosa mantém-se com boa manutenção e em bom funcionamento.
Apesar de ter uma população de cerca de 12 149 habitantes e de esta já ter feito vários apelos, a freguesia não dispõe de uma esquadra de polícia, estando a mais próxima localizada em Águas Santas.
A Festa da Nossa Senhora da Natividade trata-se de uma festa popular em honra da Padroeira com muitos anos de existência e que faz com que Pedrouços seja um local de visita nessa altura do ano.

## Política
O primeiro partido a Governar os destinos de Pedrouços foi a CDU com a direcção de Francisco Dantas. Neste momento Pedrouços é governado pela Coligação PPD-PSD/CDS-PP "Maia em Primeiro", sendo o Presidente  da Junta de Freguesia Isabel Carvalho.
Sendo o presidente da Assembleia de Freguesia Rui de Aragão de Almeida(PS-Partido Socialista)